# 12617 Анґелусілезіус
12617 Анґелусілезіус (5568 P-L, 1977 RY, 1986 XB2, 12617 Angelusilesius) — астероїд головного поясу.
Тіссеранів параметр щодо Юпітера — 3,371.